# Nicole Garcia
Nicole Garcia (Oran, 22 april 1946) is een Franse actrice, filmregisseur en schrijfster.

## Biografie
Nicole Garcia werd in een pied-noir familie geboren in 1946 in Oran (Algerije). Ze bracht er haar kindertijd en haar jeugd door. In 1962 trok ze naar Frankrijk. In Parijs volgde ze lessen aan het Conservatoire national supérieur d'art dramatique (CNSAD) waar ze in 1967 een eerste prijs in Moderne Komedie behaalde. Ze vertolkte enkele kleine rollen in films zoals Le Gendarme se marie (1968) vooraleer ze opgemerkt werd in de historische film Que la fête commence (1975).
Haar eerste echte hoofdrol speelde ze in het historisch drama La Question (1976), het debuut van Laurent Heynemann. De film speelde zich af tijdens de Algerijnse Oorlog, een episode die ze van dichtbij gekend had. De prent werd uit de zalen verwijderd omdat de harde Franse repressie werd aangeklaagd. Met Heynemann werkte ze nog twee keer samen in de eveneens politiek geïnspireerde werken Le Mors aux dents (1979) en Stella (1983). Echt doorbreken deed ze in de komedie Le Cavaleur (1979) dankzij haar rol van bedrogen echtgenote.
In de jaren tachtig, haar vruchtbaarste periode als filmactrice, bevestigde ze haar talent en populariteit door krachtig maar ook gevoelig  gestalte te geven aan verscheidene facetten van de moderne vrouw. Dat deed ze onder meer in de komedie Garçon! (1983), in het politiedrama Péril en la demeure (1985) en in het drama L'État de grâce (1986). Ze trad in die jaren ook op in het gerechtsdrama L'Honneur d'un capitaine (1982) dat zich twintig jaar na de Algerijnse Oorlog afspeelde. Ze vertolkte er de weduwe van een Franse officier die beschuldigd werd van oorlogsmisdaden. 
In de jaren negentig was ze maar sporadisch op het grote scherm te zien. In 1990 maakte ze haar debuut als langspeelfilmregisseur met de tragikomedie Un week-end sur deux. Er volgden nog acht prenten, hoofdzakelijk drama's, waarvoor ze telkens samenwerkte met scenarist Jacques Fieschi. 
Vanaf de jaren 2000 kwam ze weer regelmatiger op het voorplan, onder meer in de op een roman van Ruth Rendell gebaseerde politiefilm Betty Fisher et autres histoires (2001) en in de tragikomedie La Petite Lili (2002), twee films van Claude Miller. Voor haar drama Un balcon sur la mer (2010) gebruikte ze de Algerijnse Oorlog als achtergrond. De film gaf haar voor het eerst de gelegenheid haar geboortestad Oran te tonen.
Nicole Garcia is de moeder van Frédéric Bélier-Garcia, een toneel- en operaregisseur en scenarist die  meeschreef aan het scenario van enkele films van zijn moeder. Uit haar relatie met acteur Jean Rochefort heeft ze een tweede zoon, de acteur Pierre Rochefort.  

## Filmografie

### Actrice
- 1967 - Des garçons et des filles (Étienne Périer)
- 1968 - Le Gendarme se marie (Jean Girault)
- 1971 - Faire l'amour : De la pilule à l'ordinateur (Jean-Gabriel Albicocco)
- 1975 - Que la fête commence (Bertrand Tavernier)
- 1976 - Le Corps de mon ennemi (Henri Verneuil)
- 1976 - Duelle (Jacques Rivette)
- 1976 - La Question (Laurent Heynemann)
- 1978 - Un papillon sur l'épaule (Jacques Deray)
- 1979 - Le Cavaleur (Philippe de Broca)
- 1979 - Le Mors aux dents (Laurent Heynemann)
- 1979 - Opération Ogre (Gillo Pontecorvo)
- 1980 - Mon oncle d'Amérique (Alain Resnais)
- 1981 - Les Uns et les Autres (Claude Lelouch)
- 1981 - Beau-père (Bertrand Blier)
- 1981 - Qu'est-ce qui fait courir David ? (Elie Chouraqui)
- 1982 - L'Honneur d'un capitaine (Pierre Schoendoerffer)
- 1983 - A couteau tiré (Roberto Faenza)
- 1983 - Stella (Laurent Heynemann)
- 1983 - Les Mots pour le dire (José Pinheiro)
- 1983 - Garçon! (Claude Sautet)
- 1984 - Partenaires (Claude d'Anna)
- 1985 - Péril en la demeure (Michel Deville)
- 1985 - Le Quatrième pouvoir (Serge Leroy)
- 1986 - Mort un dimanche de pluie (Joël Santoni)
- 1986 - Un homme et une femme, 20 ans déjà (Claude Lelouch)
- 1986 - L'État de grâce (Jacques Rouffio)
- 1987 - La Lumière du lac (Francesca Comencini)
- 1989 - Outremer (Brigitte Roüan)
- 1993 - Aux petits bonheurs (Michel Deville)
- 1995 - Fugueuses (Nadine Trintignant)
- 1999 - Kennedy et moi (Sam Karmann)
- 2001 - Betty Fisher et autres histoires (Claude Miller)
- 2002 - Tristan (Philippe Harel)
- 2002 - La Petite Lili (Claude Miller)
- 2002 - Histoire de Marie et Julien (Jacques Rivette)
- 2004 - Ne fais pas ça (Luc Bondy)
- 2004 - Le Dernier jour (Rodolphe Marconi)
- 2007 - Ma Place au soleil (Eric de Montalier)
- 2008 - Les Bureaux de Dieu (Claire Simon)
- 2009 - Bancs publics (Versailles Rive-Droite) (Bruno Podalydès)
- 2009 - Plein Sud  (Sébastien Lifshitz)
- 2011 - Pourquoi tu pleures ? (Katia Lewkowicz)
- 2012 - 38 témoins (Lucas Belvaux)
- 2013 - Tu honoreras ta mère et ta mère (Brigitte Roüan)
- 2013 - Gare du Nord (Claire Simon)
- 2015 - Belles Familles (Jean-Paul Rappeneau)
- 2016 - Papa ou Maman 2 (Martin Bourboulon)
- 2017 - De plus belle (Anne-Gaëlle Daval)
- 2018 - La Fête des mères (Marie-Castille Mention-Schaar)
- 2019 - Celle que vous croyez (Safy Nebbou)

-2024 - Marcello Mio (Christophe Honore)

### Televisie (actrice)
- 1980 - Gaston Phébus van Bernard Borderie, Jacques Armand
- 1991 - Léon Morin, prêtre van Pierre Boutron
- 1993 - Un homme à la mer van Jacques Doillon
- 2003 - Les Parents terribles van Josée Dayan
- 2007 - Les Prédateurs van Lucas Belvaux

### Filmregisseur
- 1986 - 15 août (kortfilm)
- 1990 - Un week-end sur deux
- 1994 - Le fils préféré
- 1998 - Place Vendôme
- 2002 - L'Adversaire
- 2006 - Selon Charlie
- 2010 - Un balcon sur la mer
- 2014 - Un beau dimanche
- 2016 - Mal de pierres
- 2020 - Amants

## Prijzen en nominaties
- 1980 - Le Cavaleur : César voor beste vrouwelijke bijrol
- Voor de Césars is ze 10 keer genomineerd geweest (zes verschillende categorieën).